# Kováčska ulica (Košice)
Kováčska ulica (vertaald: Smidstraat) is een zeer oude straat in het stadsdeel Staré Mesto van de Slowaakse stad Košice.
De straat ligt oostelijk op wandelafstand van de "Hlavná ulica" waarmee ze quasi parallel loopt. Ze is georiënteerd van zuid naar noord en is 550 meter lang. De straat begint bij de "Mlynská ulica" en eindigt in noordelijke richting aan het "Kasárenská námestíe" (vertaald: "Kazerneplein"). Haar naam verwijst in hoofdzaak naar de beroepsgroep die daar in een ver verleden woonde, met name : de ambachtslui voor metaalbewerking.

## Naam
Tijdens het bestaan van de straat veranderde haar naam meermaals:
| Benaming          | Vertaling          |
| ----------------- | ------------------ |
| Platea fabrorum   | Timmerliedenstraat |
| Schmied Gasse     | Smidstraat         |
| Schmit Gasse      | Smidstraat         |
| Platea Sclavorum  | Slavenstraat       |
| Windische Gasse   |                    |
| Schmidt Gasse     | Smidstraat         |
| Tot utca          |                    |
| Kovács utca       | Smidstraat         |
| A. Prídavku ulica |                    |
| Kováčska ulica    | Smidstraat         |

## Zijstraten
- Františkánska,
- Vodná,
- Biela,
- Univerzitná,
- Pri Miklušová váznice.

## Bezienswaardigheden

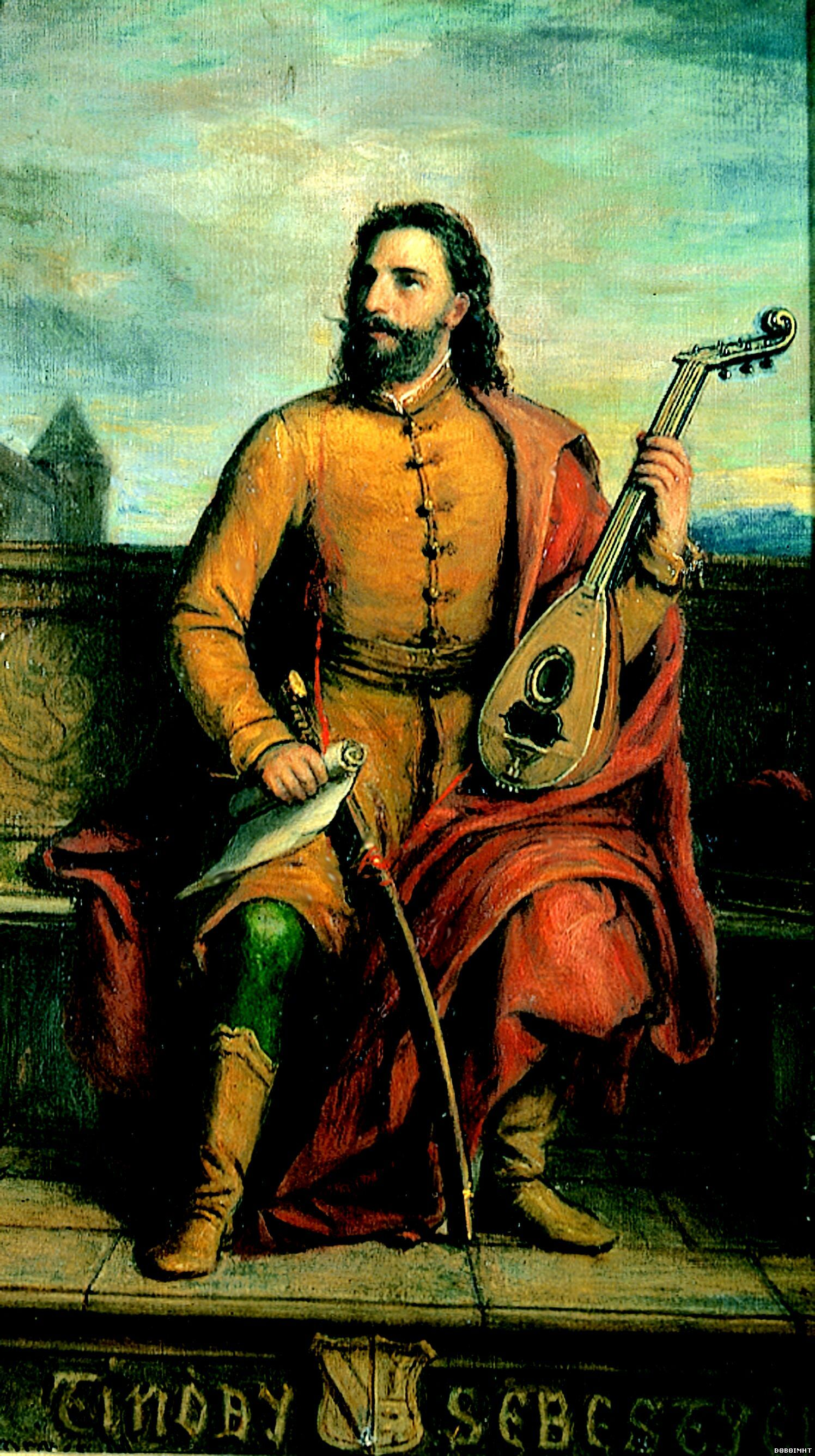
Luitspeler Sebastián Tinódy.

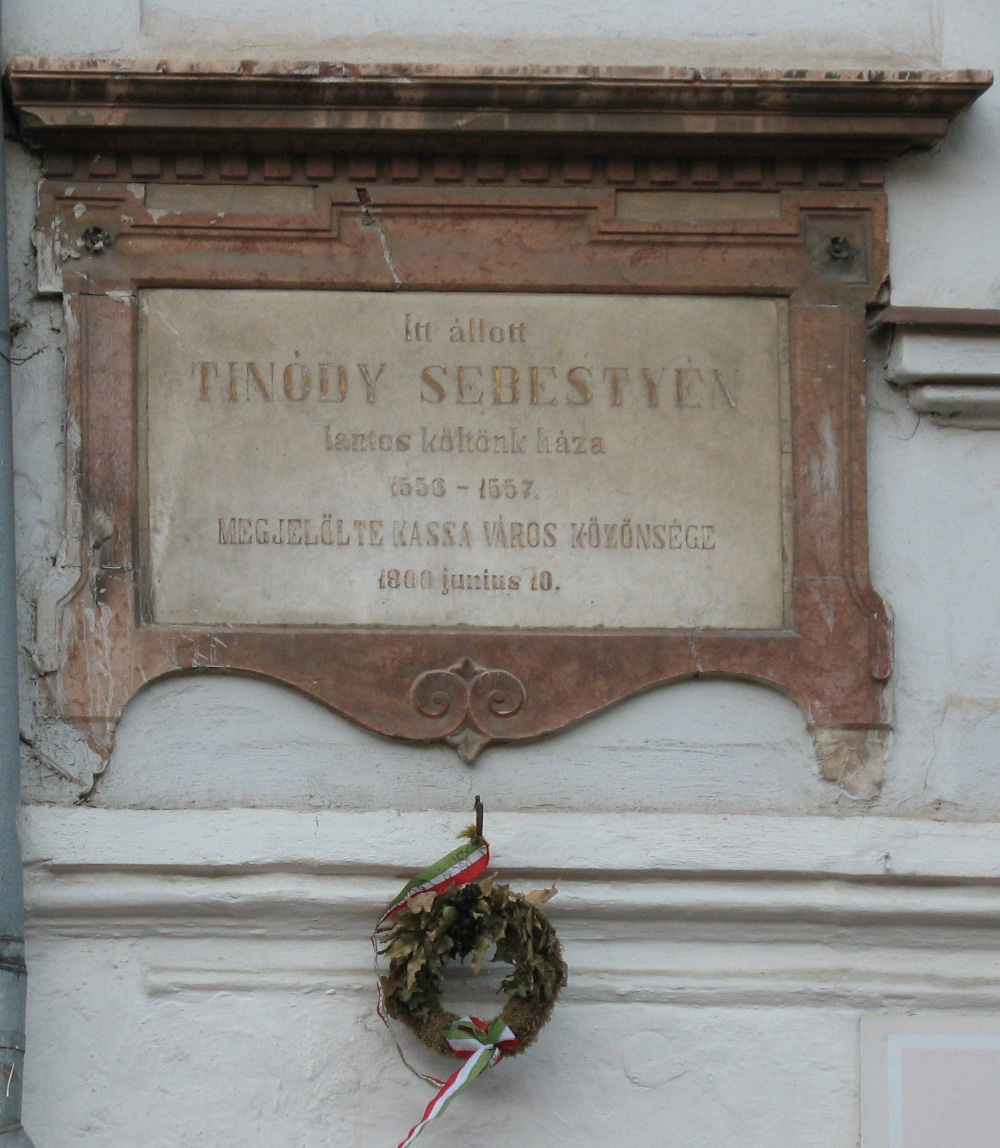
Gedenkplaat aan nummer 34 voor de nagedachtenis van Sebastián Tinódy.

- De "Kováčska ulica" is rijk aan geregistreerd bouwkundig erfgoed.
- Gebouw van de "UPJŠ Faculteit der Rechtsgeleerdheid van de Pavel Jozef Šafárik-Universiteit" (huisnummer 26) (gebouwd in 1893 - 1894),
- Gymnasium (1905),
- Stadsarchief.
- Een bijzondere aandacht verdient de kleine oude woning met huisnummer 34. Daar hangt een gedenkplaat die op 10 juni 1900 aangebracht  werd, ter nagedachtenis van de luitspeler, minstreel en muziek-tekstschrijver Sebastián Tinódy (° ± 1495 - † 1557) [1].

De tekst op de gedenkplaat luidt als volgt:
ITT ÁLLOTT TINÓDY SEBESTYÉN LANTOS KÖLTÖNK HÁZA 1550-1557
MEGJELÖLTE KASSA VÁROS KÖZÖNSÉGE 1900 JÚNIUS 10-ÉN.
"Het huis van de dichter en luitspeler SEBASTIAAN TINÓDY was hier 1550-1557.
Deze plaatst werd gekenmerkt op 10 juni 1900 door het publiek van de stad Košice."

## Illustraties

Geregistreerd bouwkundig erfgoed
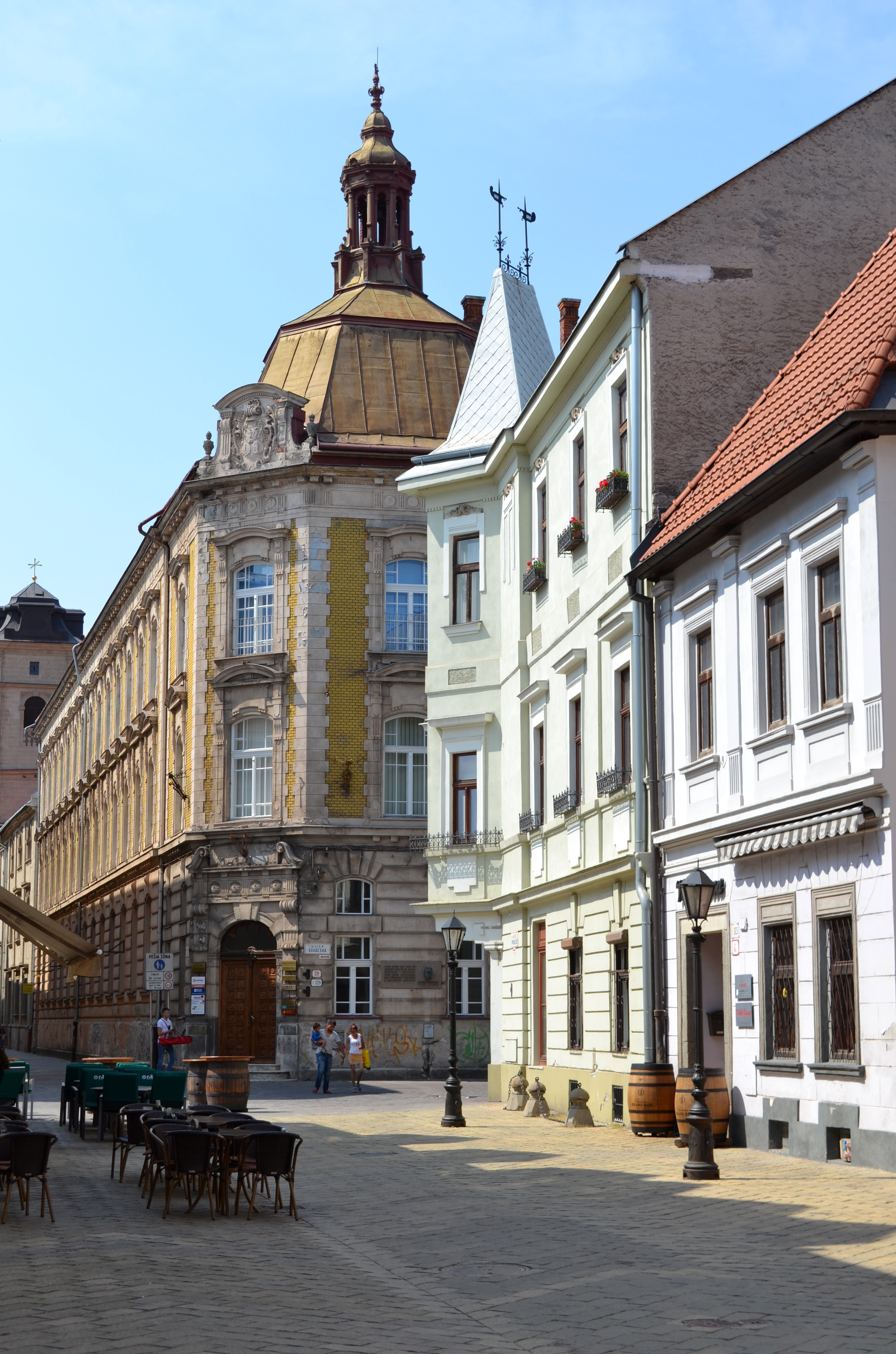
Hoek met de "Pri Miklušová váznice"
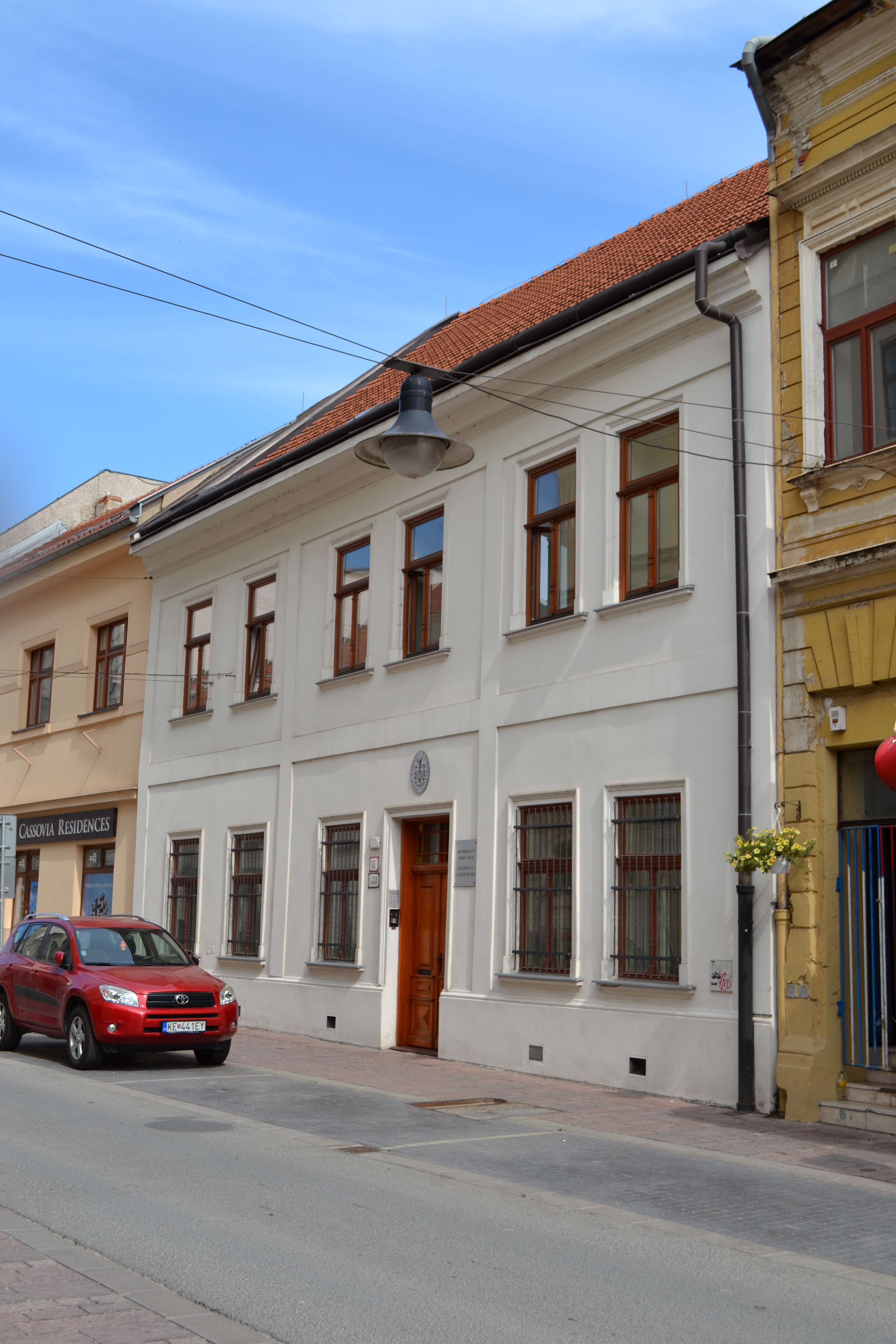
Kováčska ulica nr. 15
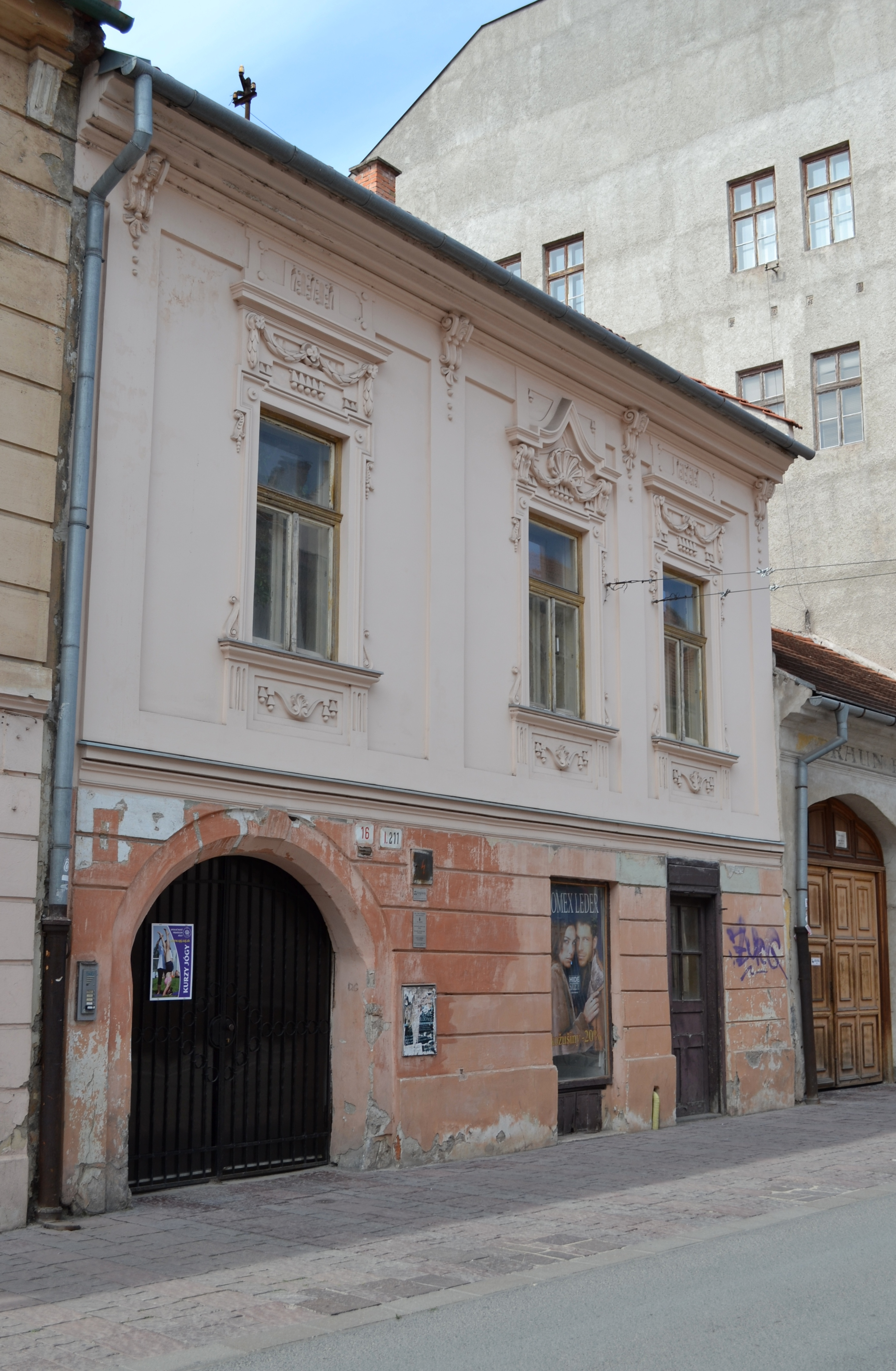
Kováčska ulica nr. 16
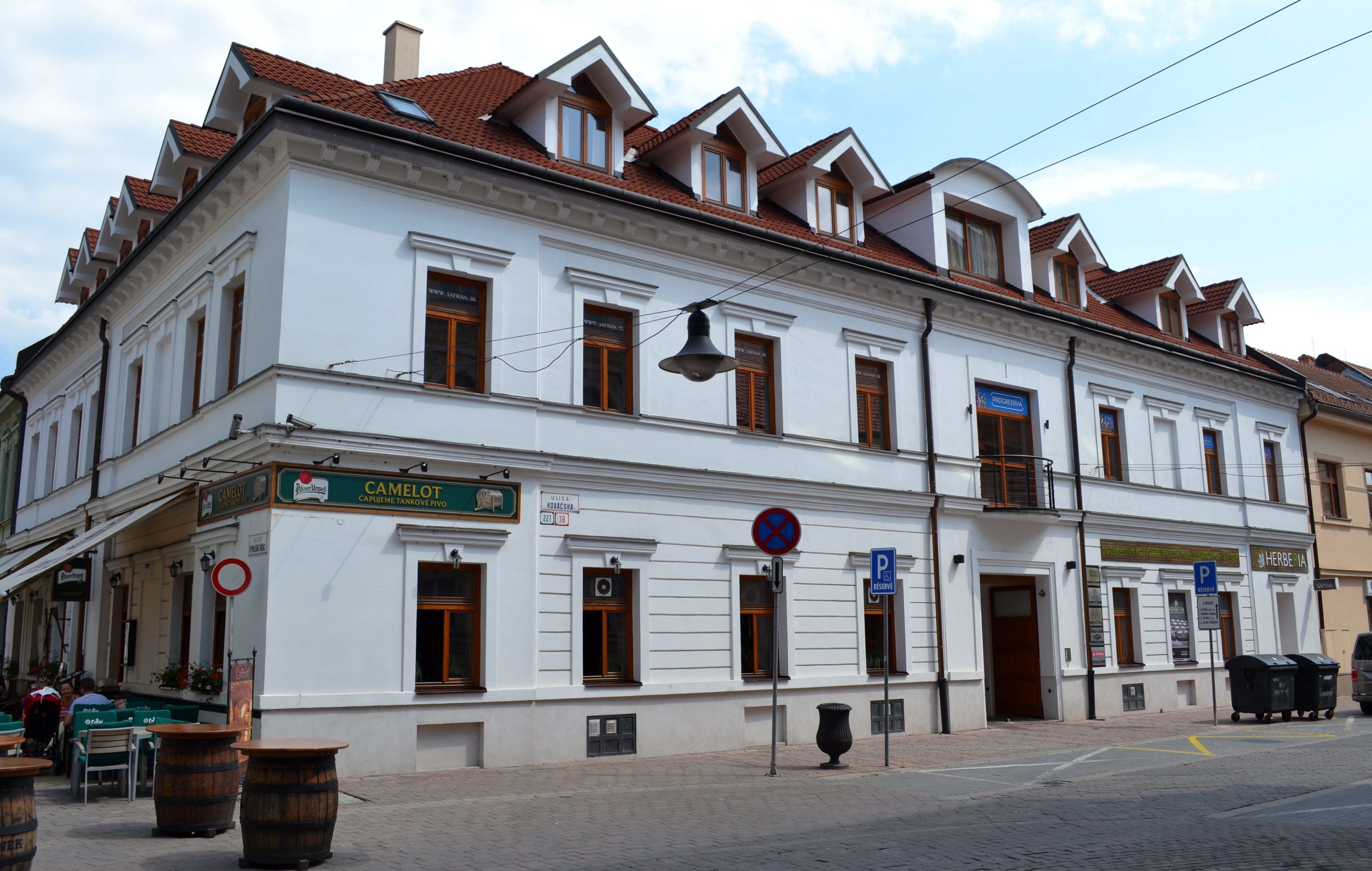
Kováčska ulica nr. 19
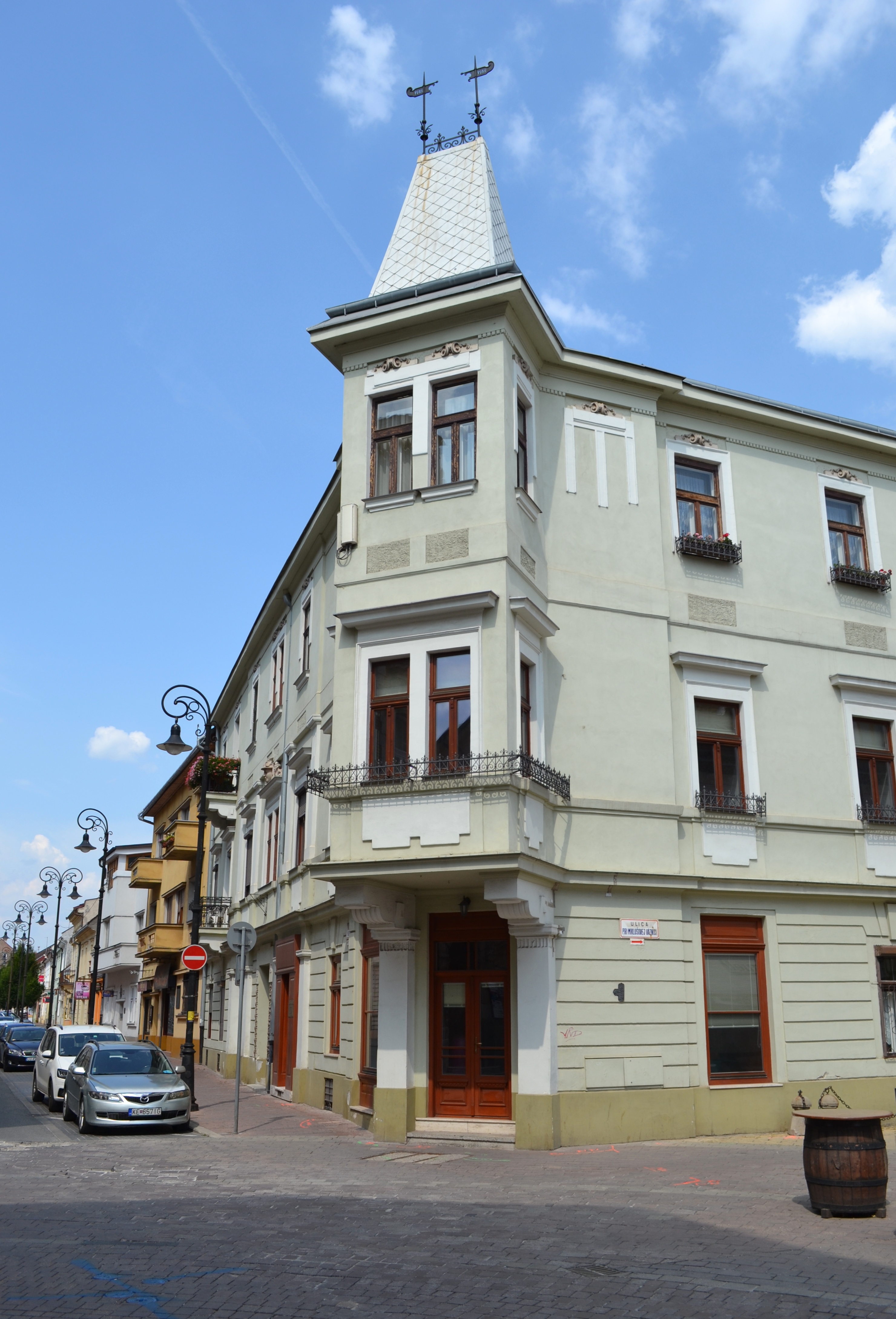
Kováčska ulica nr. 21
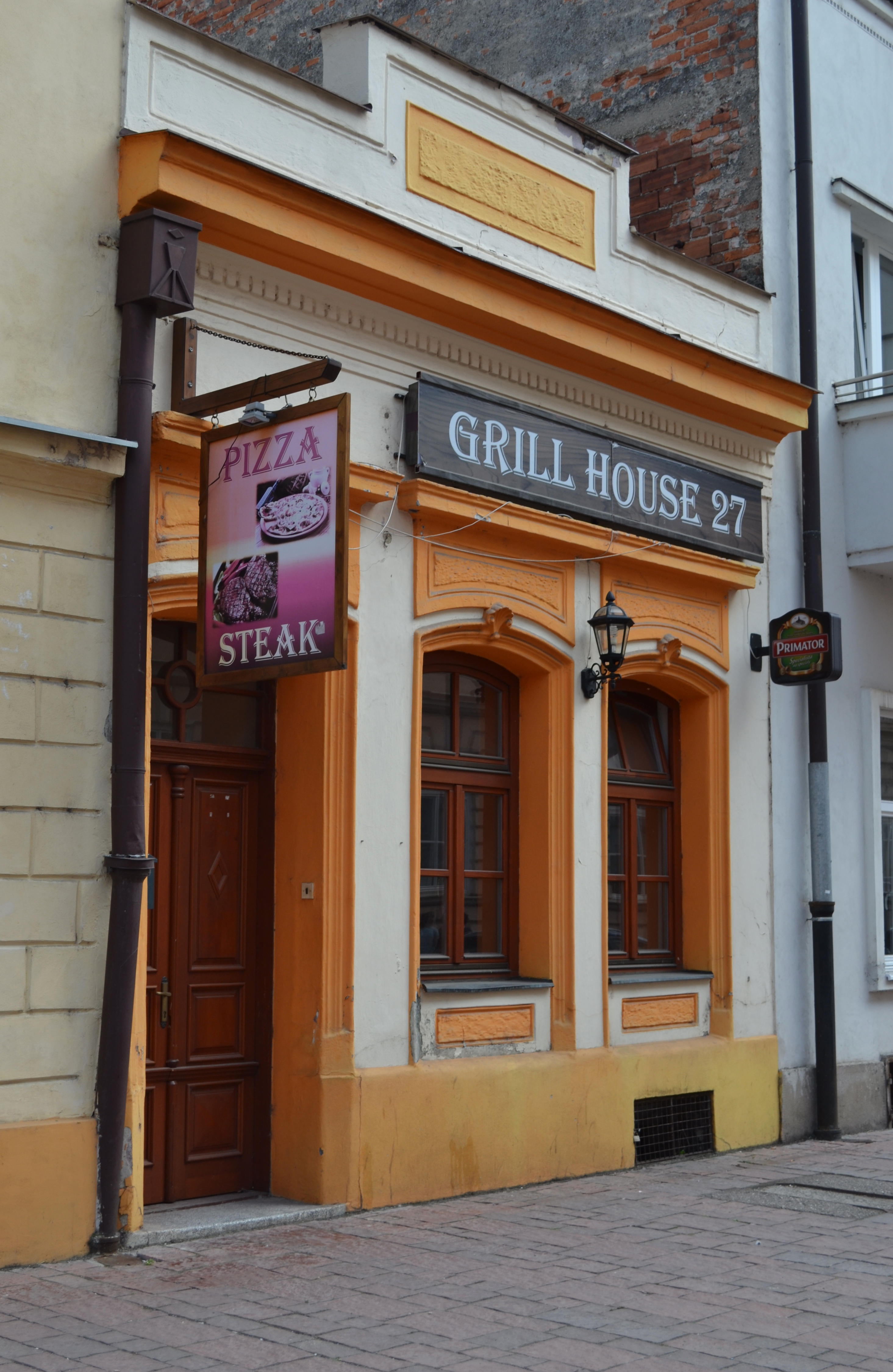
Kováčska ulica nr. 27
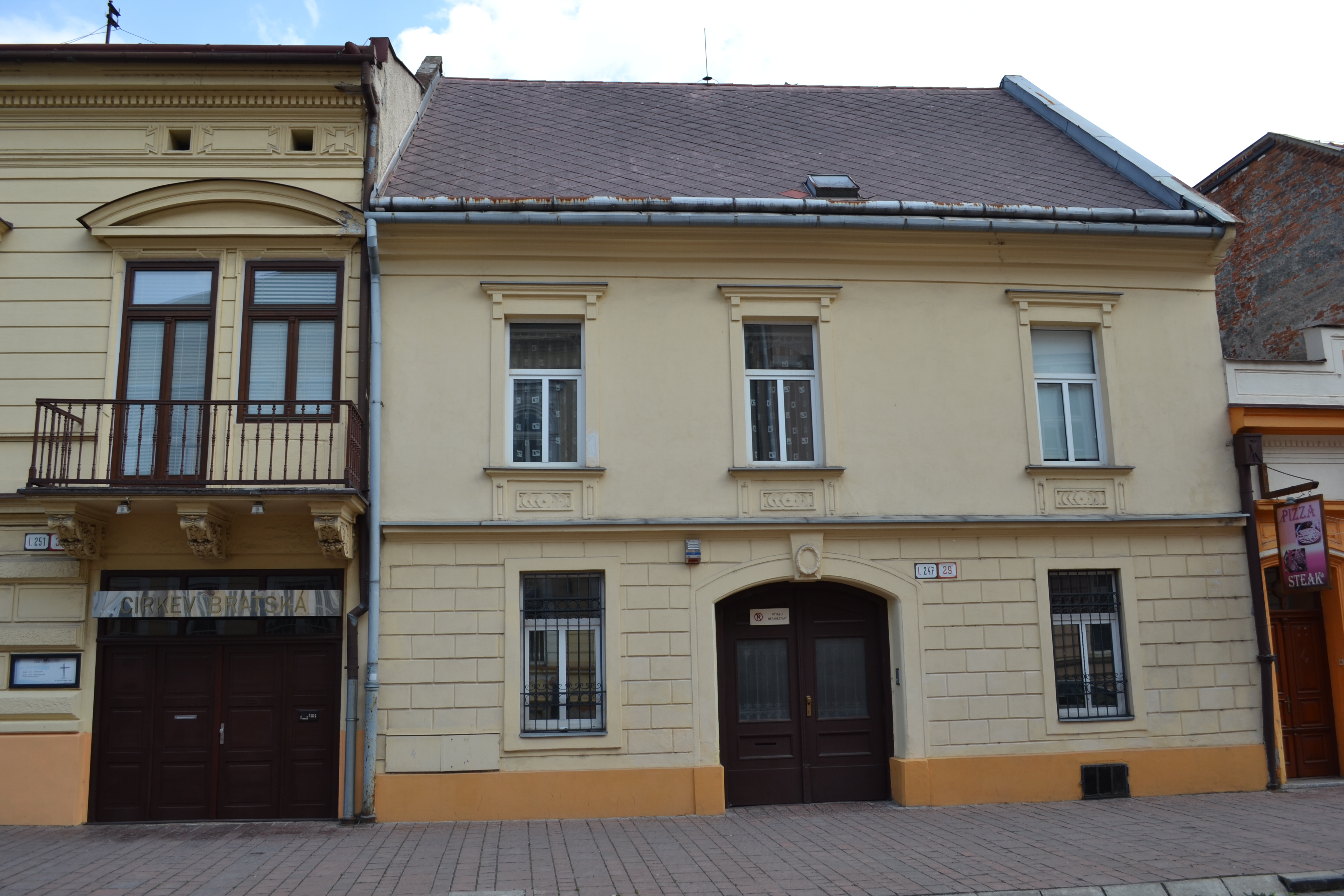
Kováčska ulica nr. 29
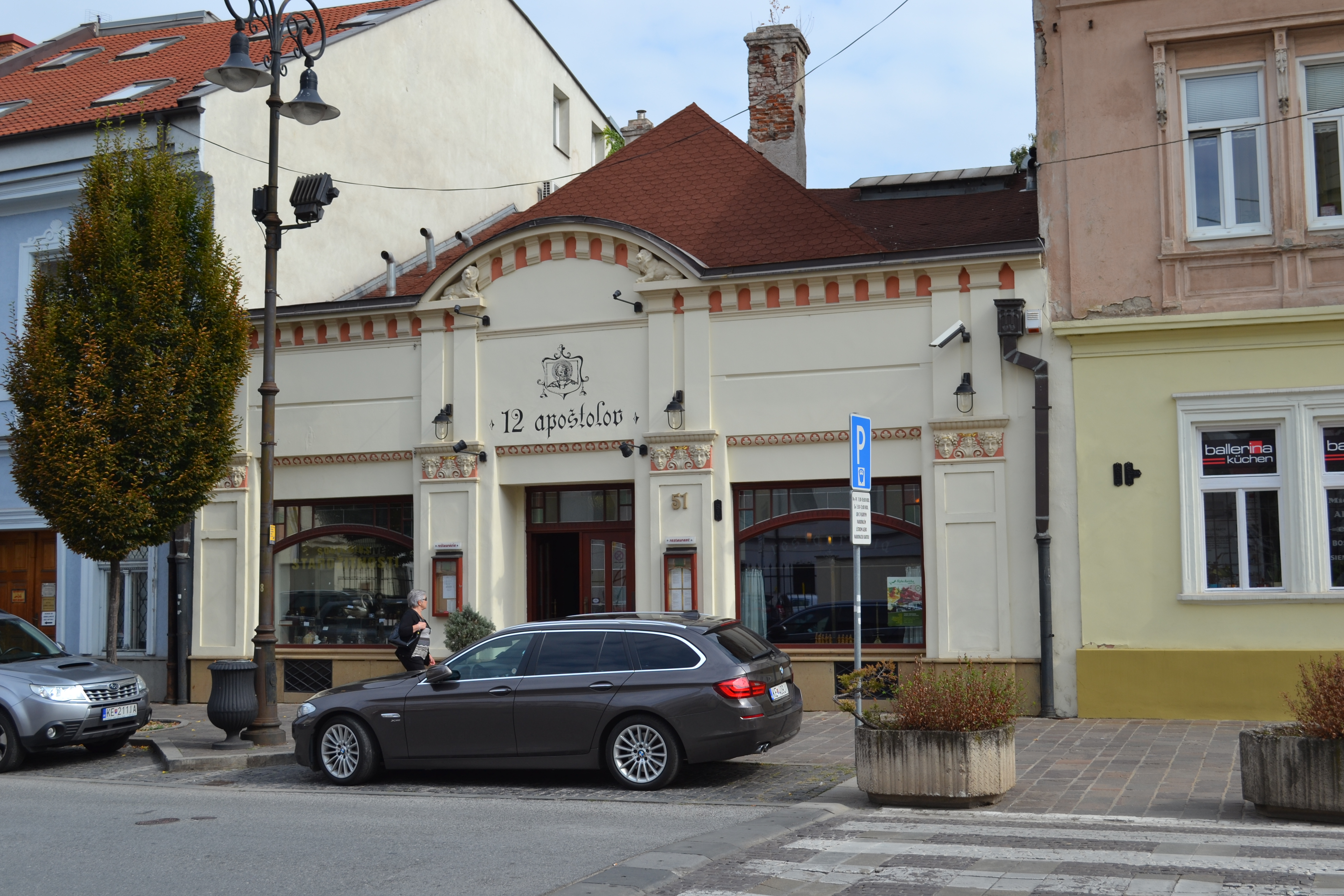
Kováčska ulica nr. 51
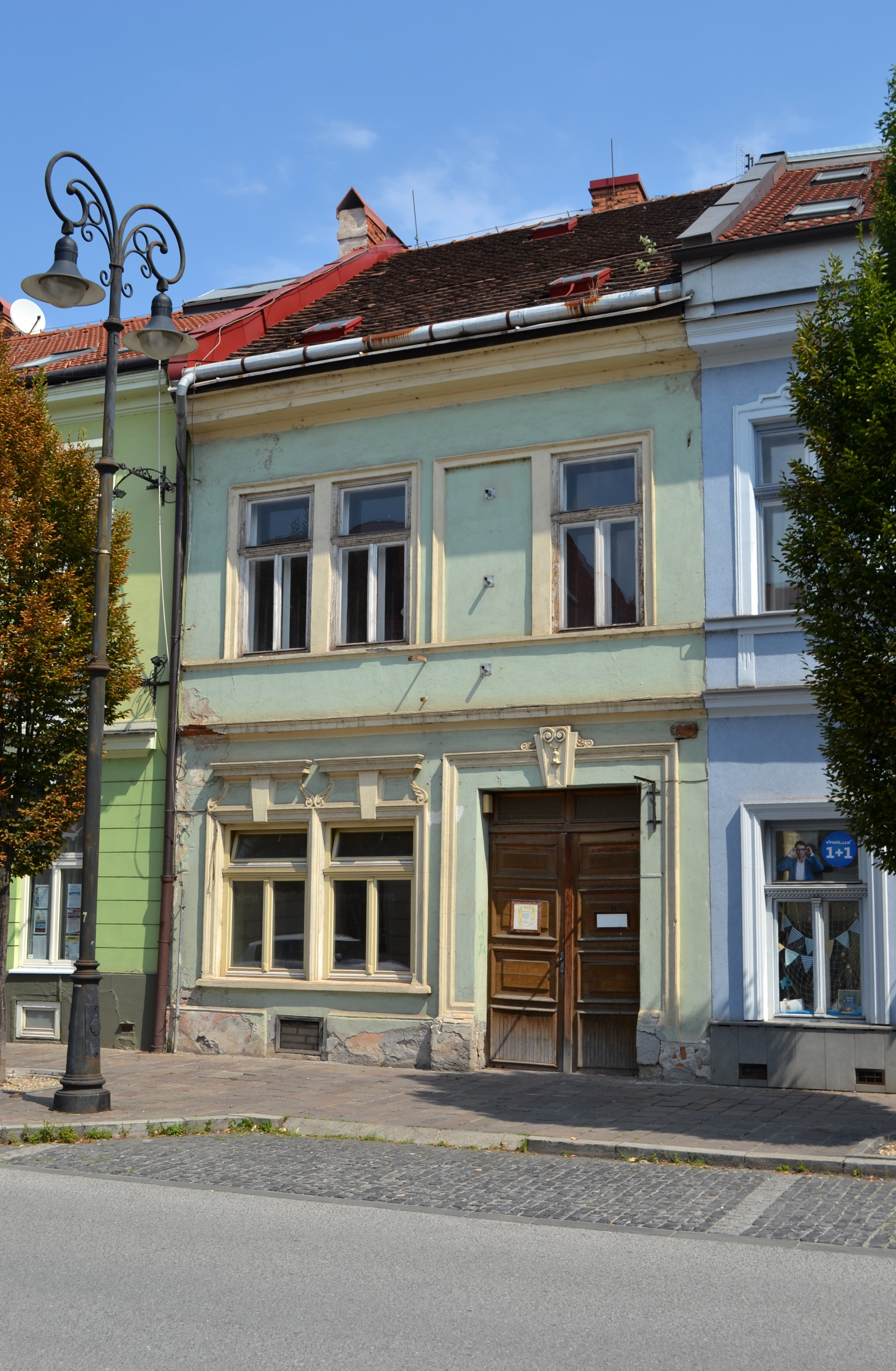
Kováčska ulica nr. 55
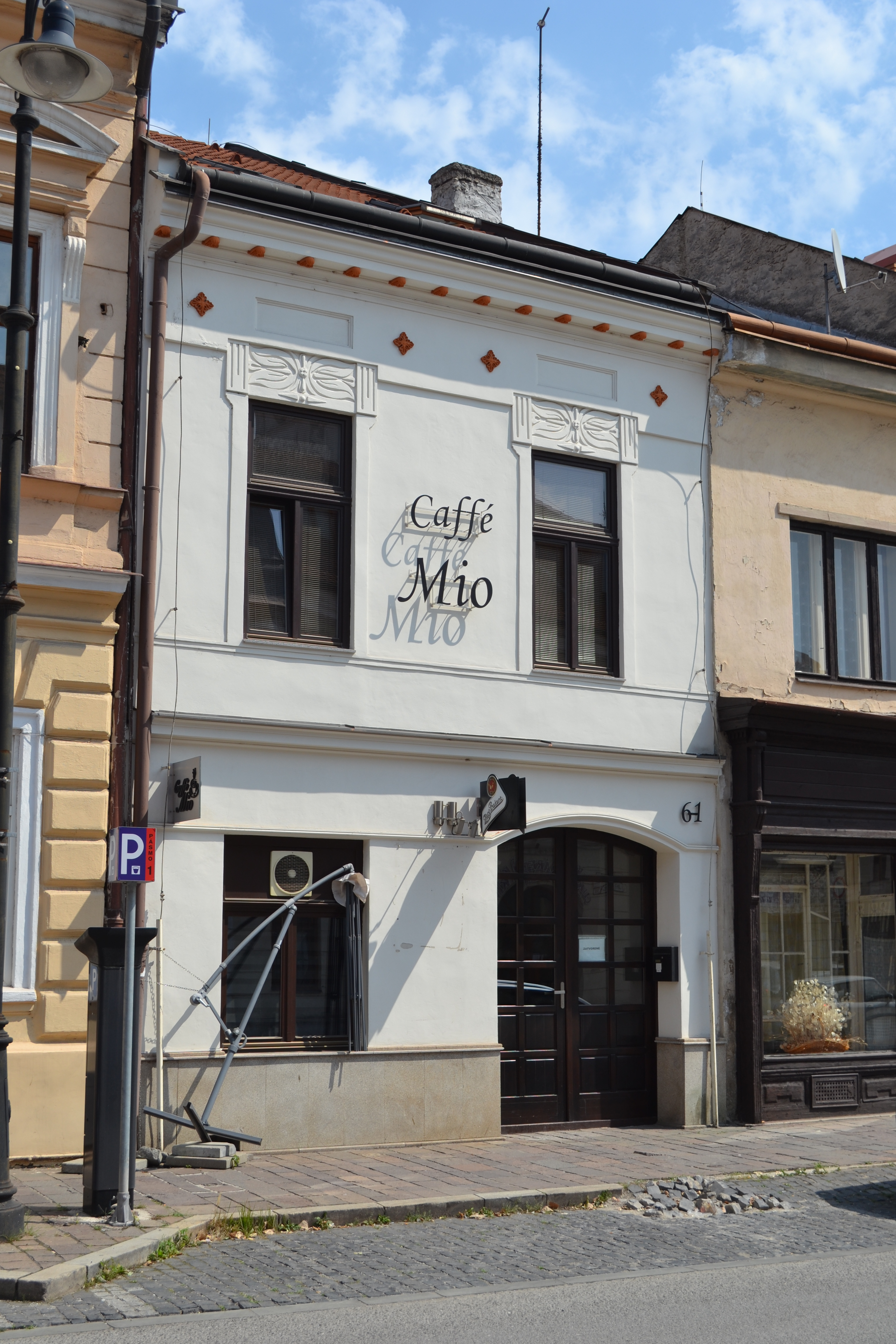
Kováčska ulica nr. 61
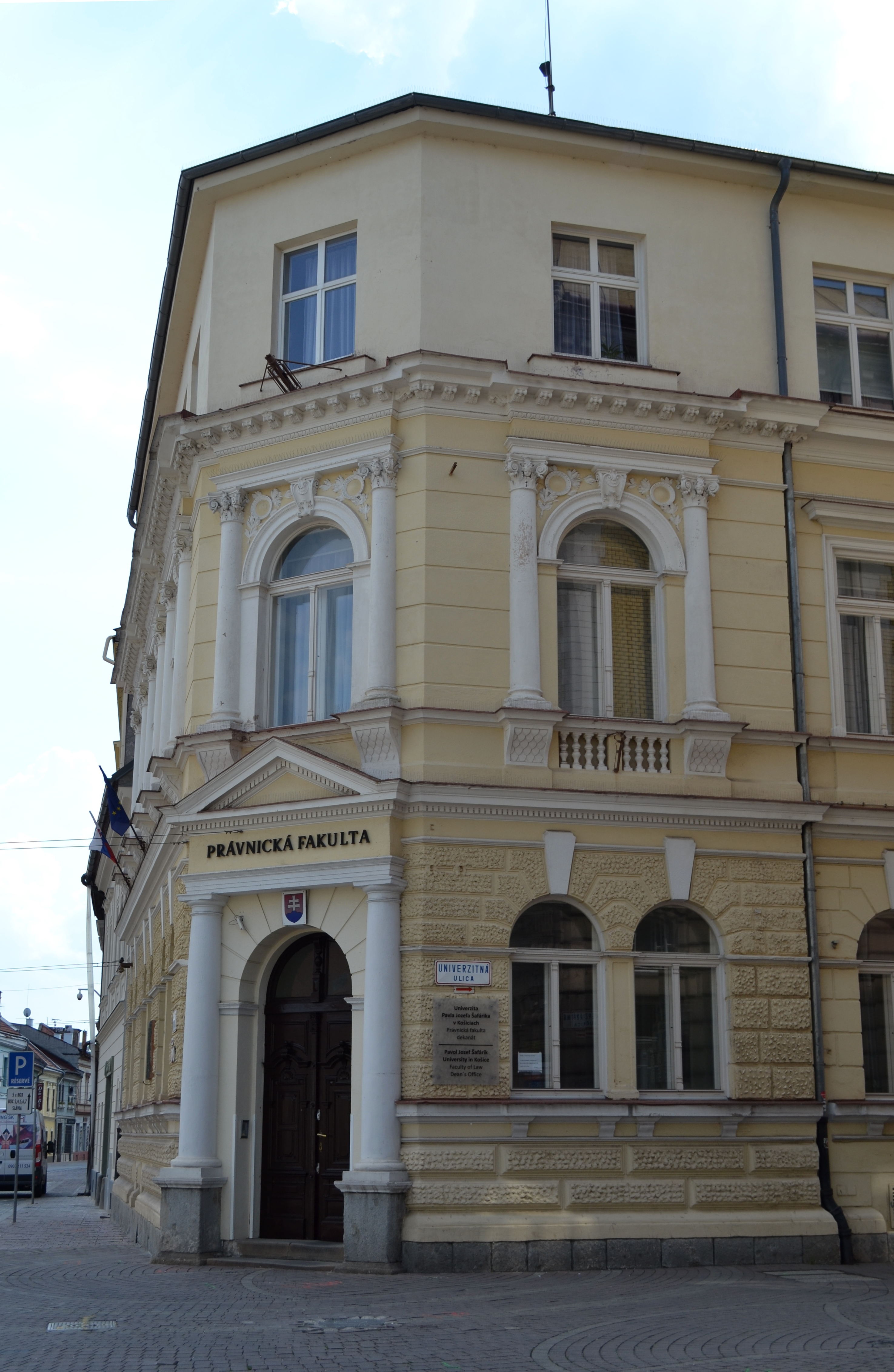
Faculteit "Rechtsgeleerdheid" van de Pavel Jozef Šafárik-Universiteit.
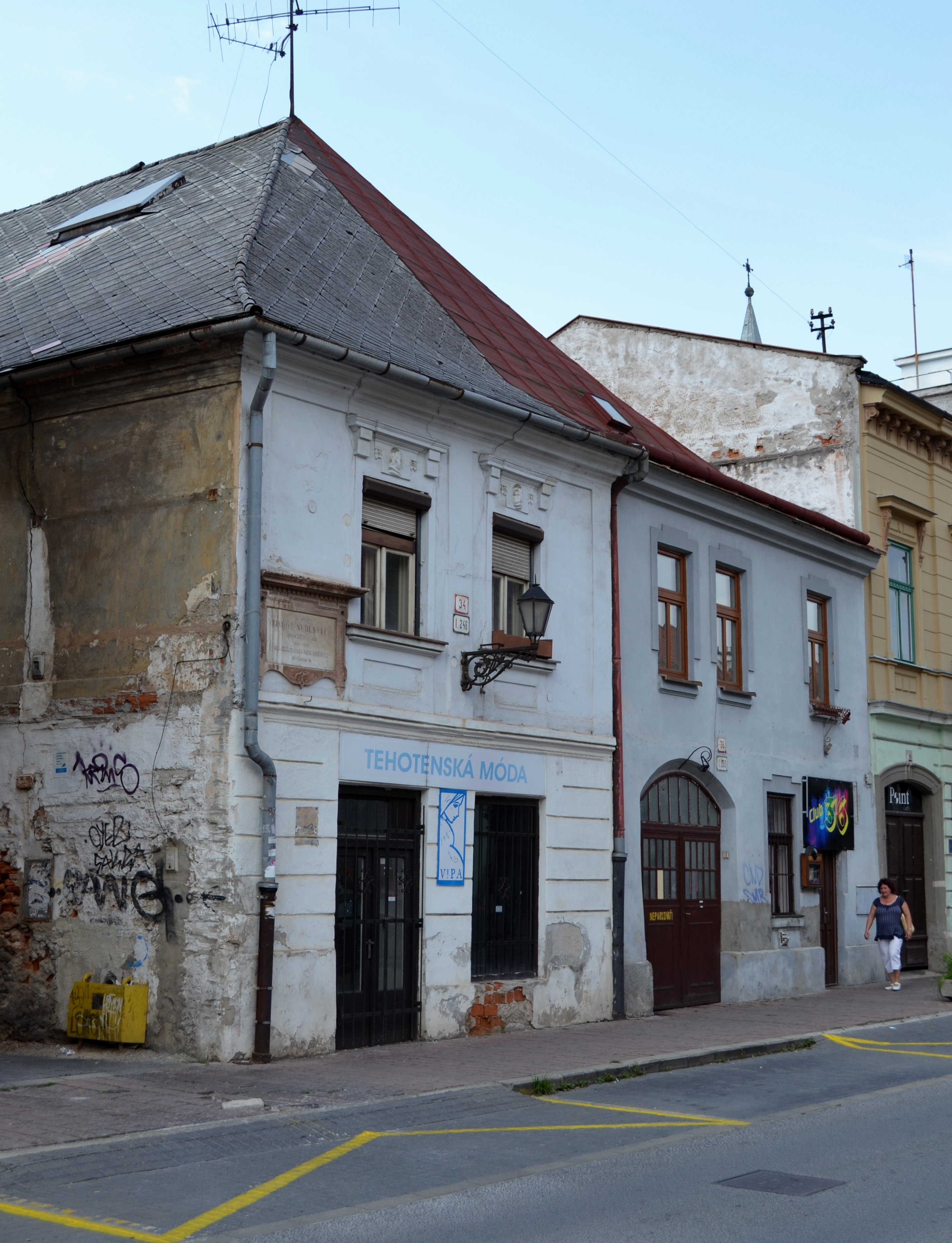
Oude woning (nummer 34) met een gedenkplaat voor Sebastián Tinódy.

## Externe koppeling
Landkaart Mapa